# Academica (Cicero)
Academica (la fel Despre Scepticismul Academic, Academica Liberi, Cărțile Academice) este o lucrare într-o stare fragmentară scrisă de filosoful scepticist academic, Cicero, publicată în două ediții.